# Santa Caterina (Acireale)
Santa Caterina è una frazione del comune di Acireale nella Città metropolitana di Catania. Separata dalla Strada Statale 114 e dalla ferrovia dal centro cittadino, si sviluppa in posizione panoramica a picco sul mare. La sua popolazione è pressappoco sui 300 abitanti.

## Storia
La nascita della frazione è attestata dal XVII secolo. La chiesa, dedicata a Santa Caterina d'Alessandria d'Egitto, risale al XVIII secolo. La frazione è conosciuta per la sua piazzetta affacciata sul Mar Ionio e sulla costa orientale sicula.

## Terme
Inoltre, è nota anche per la presenza delle Terme di Santa Caterina, di più recente costruzione rispetto alle Terme di Santa Venera, costruite all'incirca negli anni ottanta.

## Luoghi di Culto
- Chiesa di Santa Caterina d'Alessandria